# Koluvere
Koluvere è un villaggio del comune di Lääne-Nigula, situato nella contea di Läänemaa, nell'Estonia occidentale.
L'insediamento è conosciuto soprattutto perché sede di un castello di epoca medievale.